# 겔로르 캉가
겔로르 캉가 카쿠(프랑스어: Guélor Kanga Kaku, 1990년 9월 1일 ~ )는 세르비아 클럽 츠르베나 즈베즈다와 가봉 국가대표팀에서 공격형 미드필더로 활약하고 있는 가봉의 프로 축구 선수이다.

## 구단 경력

### 로스토프
2013년 2월 9일, 캉가는 러시아 프리미어리그의 FC 로스토프와 3.5년 계약을 맺었다. 2013년 3월 9일, 캉가는 FC 알라니아 블라디카즈와의 경기에서 로스토프 소속으로 러시아 프리미어리그 데뷔 전을 치렀다.
캉가는 2014년 12월, 스파르타크 팬들의 인종차별 욕설에 음담패설로 대응해 로스토프 대 FC 스파르타크 모스크바 경기에서 퇴장당한 뒤 3경기 출전 금지 징계를 받았다.
캉가가 로스토프에서 보낸 4시즌 동안, 그는 러시아 프리미어리그에 70번 출전했고, 7번 득점했다. 첫 3시즌은 주로 중위권의 성적을 냈지만, 로스토프는 마지막 시즌에 준우승을 차지했다. 그 때 캉가는 2012년부터 2014년까지 로스토프에서 자신을 지도했던 미오드라그 보조비치의 주요 타깃이 되었고, 세르비아의 FK 츠르베나 즈베즈다에서 선수권 대회 우승을 차지했고, 2016-17년 UEFA 챔피언스리그에서 팀을 보강했다.

### 츠르베나 즈베즈다
2016년 7월 1일, 캉가는 츠르베나 즈베즈다와 2년 계약을 맺었다. 캉가와 보조비치는 로스토프에서 2년간 알고 지내던 사이였기 때문에, 캉가는 츠르베나 즈베즈다의 다가오는 챔피언스리그 출전을 위한 미오드라그 보조비치의 이적을 희망하였다. 캉가는 33년만에 세르비아 땅에서 뛴 첫 가봉인 축구 선수였는데, 그 이전 선수는 1983년에 세르비아 클럽 FK 보이보디나에서 데뷔한 유고슬라비아 1부 리그의 가봉 국가대표 안셀메 델리카트에서 활약한 아프리카 출신의 첫 축구 선수였기 때문이다. 그는 자신의 뒤를 이어 이 지역으로 온 다른 아프리카 국가의 선수들에게 길을 열어주었다.
2016년 7월 12일, 캉가는 발레타 FC와의 2016-17년 UEFA 챔피언스리그 2차 예선 1차전에서의 선발로서 츠르베나 즈베즈다를 위한 공식 경기에서 데뷔를 했다. 츠르베나 즈베즈다는 1-2로 이겼고, 그는 동점골을 위해 팀 동료인 알렉산다르 카타이를 도왔다. 캉가는 라즈그라드에서 열린 루도고레츠와의 3차 예선 1차전에서 멀리서 "포물선" 슛 후 츠르베나 즈베즈다를 위한 첫 골을 넣었다. 3일 후, 그는 메탈라츠와의 경기에서 그의 세르비아 수페르리가 데뷔를 했다.

### 스파르타 프라하
캉가는 2018년 2월 2일, 공개되지 않은 이적료로 체코 팀 스파르타 프라하로 이적했다. 그는 잘 실행된 페널티킥으로 15개의 리그 골을 넣었고, 또 다른 13개는 경기에서 넣었다.

### 츠르베나 즈베즈다로의 복귀
2020년 7월 31일, 캉가는 츠르베나 즈베즈다와 3년 계약을 맺었다.

## 국가대표팀 경력
2012년 그의 데뷔 이래로, 캉가는 가봉 축구 국가대표팀에서 고정으로 있었다. 그는 2015년 아프리카 네이션스컵에서 가봉 국가대표팀으로 선발되었고, 조에서 세 경기를 모두 뛰었다.
가봉이 개최국이었던 2017년 아프리카 네이션스컵에 가봉 선수단을 출전시키는 것은 놀라운 일이 아니었다. 캉가는 카메룬에서 열린 2021년 아프리카 네이션스컵 대회에 가봉 대표로 출전했다.

## 사생활
2021년 12월, 겔로르 캉가는 세르비아 시민권을 취득했다.

### 논란
2021년 4월, 콩고 축구 협회 연맹은 가봉을 상대로 캉가의 신원 위조에 대한 소송을 제기했다. 그들은 캉가가 콩고 민주 공화국에서 태어나 실제로 가봉 출생 증명서보다 4살 더 많으며, 그의 출생 이름이 키아쿠키아쿠 키앙가라고 주장한다. 가봉 당국은 그에게 새로운 위조 출생 증명서와 함께 가봉 시민권을 부여했다고 주장한다. 또한, 2021년 5월에는 출생일이 1990년 9월임에도 불구하고 그의 어머니가 1986년에 사망했다는 의혹이 제기된 후 CAF가 조사를 시작했다고 보도되었다.